# Mont Blanc de Cheilon
Der Mont Blanc de Cheilon ist ein 3870 m hoher Berg in den westlichen Walliser Alpen. Er liegt westlich des Pigne d’Arolla nahe der italienischen Grenze. Er bildet den Talschluss des Val des Dix. Der Berg hat eine imposante Nordwand, an dessen Fuss der Cheilongletscher aus zwei Seitenarmen entsteht.
Als Stützpunkt für eine Besteigung bieten sich die nördlich liegende Cabane des Dix (2928 m) oder die östlich liegende Cabane des Vignettes (3158 m) an.

## Gipfelrouten
Der Normalweg auf den Mont Blanc de Cheilon geht über das Col de Cheilon (3243 m) und den Westgrat (zum Schluss Stellen II) auf den Gipfel.
Lohnend ist auch die Überschreitung über den Ostgrat mit Abstieg über den Westgrat. Dazu steigt man über den östlichen Seitenarm des Cheilongletscher in das Col de la Serpentine (3547 m) und von da über den Ostgrat (II-III) auf den Gipfel.
Im Winter kann man den Mont Blanc de Cheilon auch mit Tourenski besteigen. Man geht ebenfalls über den Westgrat, errichtet aber ein Skidepot und geht die letzten Meter auf den Gipfel zu Fuss.